# Districts électoraux du Bas-Canada
 (février 2022).
Si vous disposez d'ouvrages ou d'articles de référence ou si vous connaissez des sites web de qualité traitant du thème abordé ici, merci de compléter l'article en donnant les références utiles à sa vérifiabilité et en les liant à la section « Notes et références ».
Les districts électoraux du Bas-Canada sont les divisions territoriales représentées par les députés de la Chambre d'assemblée du Bas-Canada. Ils sont créés par l'Acte constitutionnel de 1791, ordonnant l'établissement de la première assemblée élue de l'histoire du Québec.

## Historique

### Établissement des premiers districts

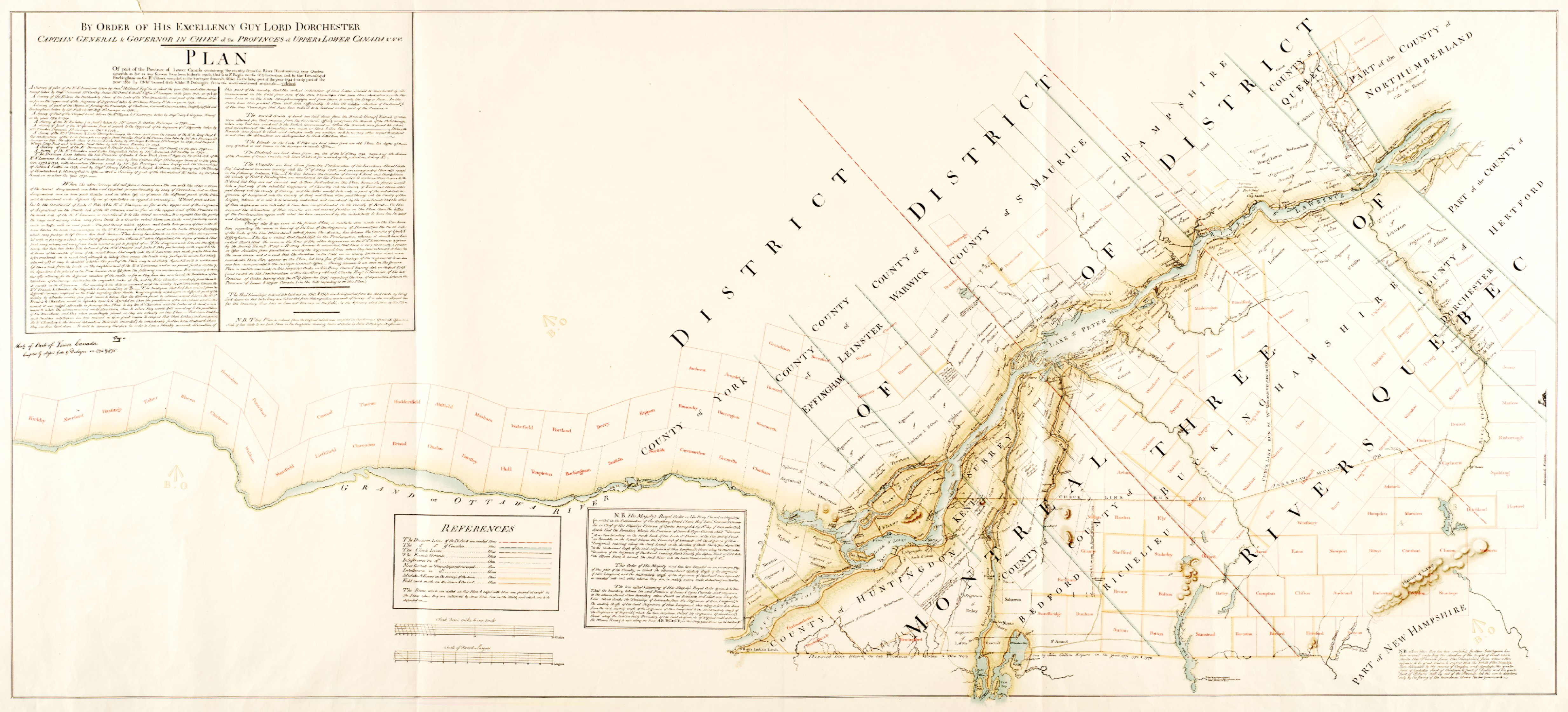
Carte de la partie ouest du Bas-Canada en 1795 montrant plusieurs des districts électoraux.

L'Acte constitutionnel de 1791 prévoyait en particulier l'établissement d'une assemblée composée d'au moins 50 membres élus. À cet effet, le lieutenant-gouverneur Alured Clarke divise la colonie en 27 districts : 23 districts possèdent deux députés et 4 en possède un seul. Les districts en milieu rural sont nommés comtés (counties), ceux en milieu urbain cités (cities) ou bourgs (bouroughs). La plupart de ces districts, soit 16 sur 27, portent initialement des noms anglais, les autres ayant des noms d'origine française ou amérindienne.

### Refonte de la carte électorale de 1829-1830
En 1828, un nouveau gouverneur, James Kempt, arrive en fonction, et les relations correctes qu'il maintient avec la Chambre d'assemblée favorisent une refonte de la carte électorale : cinq nouveaux districts élisant huit députés sont ajoutés dans la région des Cantons de l'Est récemment colonisée, et les élections pour ces districts sont tenues en 1829. L'année suivante la redécoupage des districts est complété par la subdivision de plusieurs districts et le renommage de la plupart d'entre eux par un nom français. Un dernier district est créé en 1832 et un second siège de député est alloué à d'autres, pour en arriver au moment de la dissolution de la Chambre en 1838 à 46 districts qui élisaient 90 députés. De ces districts, 29 portent maintenant un nom français, contre onze avec un nom d'origine amérindienne et seulement six avec un nom anglais.

### Postérité
Lorsque la Chambre d'assemblée du Bas-Canada est remplacée en 1838 par le Conseil spécial du Bas-Canada en raison de la Rébellion des Patriotes, les districts électoraux sont suspendus. Cependant, une majorité d'entre eux sont conservés au sein de la nouvelle Assemblée législative de la province du Canada. Encore aujourd'hui, plusieurs de ces districts subsistent en tant que circonscription électorale de l'Assemblée nationale du Québec.

## Liste des districts électoraux

### De 1792 à 1829
| District électoral    | Sièges | À la refonte de la carte électorale de 1829 |
| --------------------- | ------ | --- |
| Bedford               | 1      | Renommé en Rouville. |
| Buckingham            | 2      | Les districts de Drummond, Missisquoi, Shefford, Sherbrooke et Stanstead sont détachés de Buckingham, et une élection pour les pourvoir d'un député a lieu en 1829 sans attendre la prochaine élection générale. Aux élections de 1830, ce qui restait a été divisé en Lotbinière, Nicolet et Yamaska. |
| Cornwallis            | 2      | Divisé en Kamouraska et Rimouski. |
| Devon                 | 2      | Renommé en L'Islet. |
| Dorchester            | 2      | Le district de Beauce est détaché de Dorchester. |
| Effingham             | 2      | Renommé en Terrebonne. |
| Gaspé                 | 1      | Le district de Bonaventure est détaché de Gaspé. |
| Hampshire             | 2      | Renommé en Portneuf. |
| Hertford              | 2      | Renommé en Bellechasse. |
| Huntingdon            | 2      | Divisé en Beauharnois, L'Acadie et Laprairie. |
| Kent                  | 2      | Renommé en Chambly. |
| Leinster              | 2      | Divisé en Lachenaie et L'Assomption. |
| Comté de Montréal     | 2      | Aucun changement. |
| Montréal-Est          | 2      | Aucun changement. |
| Montréal-Ouest        | 2      | Aucun changement. |
| Northumberland        | 2      | Divisé en Montmorency et Saguenay. |
| Orléans               | 1      | Aucun changement. |
| Comté de Québec       | 2      | Aucun changement. |
| Basse-ville de Québec | 2      | Aucun changement. |
| Haute-ville de Québec | 2      | Aucun changement. |
| Richelieu             | 2      | Le district de Saint-Hyacinthe a été détaché de Richelieu. |
| Saint-Maurice         | 2      | Le district de Champlain est détaché de Saint-Maurice. |
| Surrey                | 2      | Renommé en Verchères. |
| Trois-Rivières        | 2      | Aucun changement. |
| Warwick               | 2      | Renommé en Berthier. |
| William-Henry         | 1      | Aucun changement. |
| York                  | 2      | Divisé en Deux-Montagnes, Ottawa et Vaudreuil. |

### De 1829 à 1838
| District              | Sièges | À la création de l'Assemblée législative de la Province du Canada en 1841 |
| --------------------- | ------ | ------------------------------------------------------------------------- |
| Beauce                | 2      | Disparu (refusionné avec Dorchester)                                      |
| Beauharnois           | 2      | Conservé                                                                  |
| Bellechasse           | 2      | Conservé                                                                  |
| Berthier              | 2      | Conservé                                                                  |
| Bonaventure           | 2      | Conservé                                                                  |
| Chambly               | 2      | Conservé                                                                  |
| Champlain             | 2      | Conservé                                                                  |
| Deux-Montagnes        | 2      | Conservé                                                                  |
| Dorchester            | 2      | Conservé, fusionné avec Beauce                                            |
| Drummond              | 1      | Conservé                                                                  |
| Gaspé                 | 2      | Conservé                                                                  |
| Kamouraska            | 2      | Conservé                                                                  |
| L'Acadie              | 2      | Disparu (fusionné avec Laprairie dans Huntingdon)                         |
| Lachenaie             | 1      | Disparu (refusionné avec L'Assomption dans Leinster)                      |
| Laprairie             | 2      | Disparu (fusionné avec L'Acadie dans Huntingdon)                          |
| L'Assomption          | 2      | Disparu (refusionné avec Lachenaie dans Leinster)                         |
| L'Islet               | 2      | Conservé                                                                  |
| Lotbinière            | 2      | Conservé                                                                  |
| Mégantic              | 1      | Conservé                                                                  |
| Missisquoi            | 2      | Conservé                                                                  |
| Montmorency           | 1      | Conservé, fusionné avec Orléans                                           |
| Comté de Montréal     | 2      | Conservé                                                                  |
| Montréal-Est          | 2      | Disparu (fusionné avec Montréal-Ouest dans Montréal)                      |
| Montréal-Ouest        | 2      | Disparu (fusionné avec Montréal-Est dans Montréal)                        |
| Nicolet               | 2      | Conservé                                                                  |
| Orléans               | 2      | Disparu (fusionné avec Montmorency)                                       |
| Ottawa                | 2      | Conservé                                                                  |
| Portneuf              | 2      | Conservé                                                                  |
| Comté de Québec       | 2      | Conservé                                                                  |
| Basse-ville de Québec | 2      | Disparu (fusionné avec Haute-ville de Québec dans Québec)                 |
| Haute-ville de Québec | 2      | Disparu (fusionné avec Basse-ville de Québec dans Québec)                 |
| Richelieu             | 2      | Conservé (fusionné avec William-Henry)                                    |
| Rimouski              | 2      | Conservé                                                                  |
| Rouville              | 2      | Conservé                                                                  |
| Saguenay              | 2      | Conservé                                                                  |
| Saint-Hyacinthe       | 2      | Conservé                                                                  |
| Saint-Maurice         | 2      | Conservé                                                                  |
| Shefford              | 2      | Conservé                                                                  |
| Sherbrooke            | 2      | Conservé                                                                  |
| Stanstead             | 2      | Conservé                                                                  |
| Terrebonne            | 2      | Conservé                                                                  |
| Trois-Rivières        | 2      | Conservé                                                                  |
| Vaudreuil             | 2      | Conservé                                                                  |
| Verchères             | 2      | Conservé                                                                  |
| William-Henry         | 1      | Disparu (fusionné avec Richelieu)                                         |
| Yamaska               | 2      | Conservé                                                                  |